# Szaklawa
Szaklawa (arab. شقلاوة) – miasto w Iraku, w muhafazie Irbil. W 2009 roku liczyło 21 011 mieszkańców.